# The Fire
I The Fire sono stati un gruppo musicale alternative rock-punk rock italiano fondato nel 2005 da Olly degli Shandon con l'intera formazione dei Madbones ed attivo fino al 2015.

## La storia
Uscito dagli Shandon alla fine del 2005, Olly si unì ad Andre, Lou, Pelo ed Alecs dei Madbones con l'intenzione di creare una nuova band che si distaccasse dalle sonorità dei due progetti precedenti.
Tra la fine del 2005 e i primi mesi del 2006 la band fece un breve tour tra Paesi Bassi e Germania, a nome Madbones featuring Olly from the Shandon.

### L'origine del nome e Loverdrive
Durante uno show a Berlino Torsten Scholz (bassista dei Beatsteaks) suggerì ad Olly il nome "The Fire" che da quel momento fu utilizzato in maniera definitiva.
Il 31 marzo 2006 pubblicarono l'album d'esordio Loverdrive, che sarà ristampato in versione natalizia con due tracce extra (Christmas Tale e Mr. Unbreakable).
Quasi parallelamente iniziò anche il tour italiano, alternato a date estere anche di un certo rilievo. Ebbero l'opportunità di esibirsi con band del calibro di Deep Purple, Iggy Pop & The Stooges e Kaiser Chiefs e di partecipare ad importanti festival quali Rock in Idro e Pukkelpop.
Per promuovere il disco uscirono due videoclip: Emily e la cover di Smalltown Boy dei Bronski Beat.
Nel rattempo la band ricevette i primi consensi e nel maggio 2007 il batterista Alecs venne nominato batterista del mese su drumsportal.com.

### Il percorso verso Abracadabra
Alla fine del 2007 Andre uscì dalla band per motivi personali. Venne sostituito temporaneamente solo per i concerti da Davide, cantante e chitarrista dei The Unders.
Dal novembre 2008 entrò stabilmente a far parte della band Filippo Dallinferno, chitarrista.
Nella primavera del 2009 venne pubblicato l'EP Electro Cabaret, contenente sei brani, venduto in occasione dei concerti e attraverso il sito internet ufficiale del gruppo ad un prezzo a discrezione dei singoli fans.
Alla fine del 2009 uscì il secondo album Abracadabra, prima in Germania e poi in Italia e altri paesi europei. In questo periodo suonarono di supporto ad Alice Cooper in Germania e ai Gotthard per un breve tour in Svizzera.
Il 22 giugno 2010 uscì il videoclip di Scars.

### Supernova
In attesa del terzo disco, nel giugno 2011 venne pubblicato il secondo EP Madama Butterfly, anch'esso composto da sei brani, tra cui la versione acustica di Scars.
Ad inizio 2012 collaborarono alla realizzazione nuova versione di Prima del temporale di Enrico Ruggeri, pubblicata nell'album Le canzoni ai testimoni del cantante milanese.
Il 26 novembre 2012 uscì il loro terzo e ultimo disco Supernova, anticipato dal singolo Follow Me (feat. Alteria).
Nel frattempo Alecs venne sostituito momentaneamente da Francesco (batterista dei Continual Drift), che appare anche nel videoclip di Paralyzed, pubblicato il 7 gennaio 2013.

### Scioglimento
Con un post su Facebook, il 5 ottobre 2015, i The Fire annunciarono uno stop a tempo indeterminato. Olly Riva e Alecs proseguiranno insieme la loro carriera con la reunion degli Shandon.

## Formazione

### Formazione attuale
- Olly Riva (2005-) - voce
- Filippo Dallinferno (2008-) - chitarra e voce
- Lou Castagnaro (2005-) - chitarra e tastiera
- Pelo (2005-) - basso e voce
- Alecs (2005-) - batteria

### Ex componenti
- Andre (2005-2007) - chitarra e voce

## Discografia

### Album in studio
- 2006 - Loverdrive (Eat The World, Bagana Records)
- 2009 - Abracadabra (Eat The World, Valery Records)
- 2012 - Supernova (Ammonia Records, Valery Records)

### EP
- 2009 - Electro Cabaret (autoprodotto)
- 2011 - Madama Butterfly (Ammonia Records)
- 2014 - Bittersweet (Ammonia Records)

### Singoli
- 2006 - Emily
- 2007 - Small Town Boy
- 2008 - Electro Cabaret (feat. Roy Paci)
- 2010 - Scars (cover di Stan van Samang)
- 2012 - Follow Me (feat. Alteria)
- 2013 - Paralyzed
- 2013 - Claustrophobia
- 2014 - Lonely Heart